# Óscar Romero

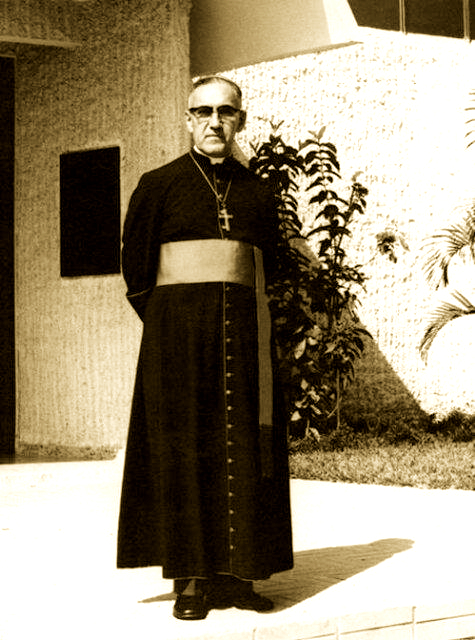
Erzbischof Óscar Arnulfo Romero besucht Rom (Juni 1978)

Erzbischofswappen und Wahlspruch „Fühlen mit der Kirche“ von Óscar Arnulfo Romero

Óscar Arnulfo Romero y Galdámez (* 15. August 1917 in Ciudad Barrios, El Salvador; † 24. März 1980 in San Salvador) war Erzbischof von San Salvador. Er trat für soziale Gerechtigkeit und politische Reformen in seinem Land ein und stellte sich damit in Opposition zur damaligen Militärdiktatur in El Salvador. Er gilt als einer der prominentesten Verfechter der Befreiungstheologie.
Romero wurde während einer von ihm in einer Krankenhauskapelle in San Salvador zelebrierten Messe von einem durch die Fuerza Armada de El Salvador mit dem Mord beauftragten Soldaten erschossen. Sein Tod markierte den Beginn des Bürgerkriegs in El Salvador.
Óscar Romero ist ein Heiliger der römisch-katholischen Kirche.

## Leben und Wirken

### Kindheit und Studium
Óscar Arnulfo Romero wurde 1917 in einer kleinen Gebirgsstadt an der Ostgrenze zu Honduras geboren und wuchs in bescheidenen Verhältnissen auf. Seine Eltern waren Santos Romero und Guadalupe de Jesús Galdámez. Er hatte sechs Geschwister: den älteren Bruder Gustavo und die jüngeren Zaída, Rómulo († 1939), Mamerto, Arnoldo und Gaspar. Arminta starb bei der Geburt. Zudem hatte er mindestens eine uneheliche Schwester.
Mit 13 Jahren trat Romero als Internatsschüler in das Kleine Seminar von San Miguel ein. Sein Theologiestudium nahm er 1937 am jesuitischen Priesterseminar in San Salvador auf. In diesem Jahr starb sein Vater. Er beendete das Studium auf Weisung seines Bischofs an der Päpstlichen Universität Gregoriana in Rom, wo er 1941 das Lizenziat der Theologie cum laude erwarb und am 4. April 1942 das Sakrament der Priesterweihe empfing.
1943 brach Romero sein Doktoratsstudium in asketischer Theologie über Christliche Vollkommenheit in den verschiedenen Ständen nach Luis de la Puente in Rom ab. Er kehrte im August 1943 nach El Salvador zurück, wieder auf Ersuchen seines Bischofs. Weil er mit einem italienischen Schiff reiste, wurde er mit seinem Begleiter Valladares in Kuba verhaftet und interniert. Auf Einwirken einiger Redemptoristenpatres wurde ihre Weiterreise über Mexiko nach El Salvador genehmigt, wo sie einen öffentlichen Empfang erhielten.

### Rückkehr und Bischofsweihe
In den folgenden Jahren arbeitete er als Pfarrer und Redakteur kirchlicher Zeitschriften in San Miguel. Er wurde weit über die Stadt hinaus ein gefragter Prediger. Ende der 1960er Jahre hatten praktisch alle Laienbewegungen seine Pfarrei an der Kathedrale von San Miguel als ihren Mittelpunkt. Umstritten war seine Arbeit in erster Linie unter Freimaurern und Protestanten.
Am 4. April 1967 erhielt er den Titel des Monsignore und wurde bald zum Generalsekretär der Nationalen Bischofskonferenz berufen. Er verließ deshalb San Miguel und ging nach San Salvador, nachdem er am 1. September 1967 seine letzte Messe gefeiert hatte. Am 25. April 1970 ernannte ihn Papst Paul VI. zum Titularbischof von Tambeae und Weihbischof im Erzbistum San Salvador. Die Bischofsweihe empfing er am 21. Juni 1970 durch den seinerzeitigen Apostolischen Nuntius in El Salvador und Guatemala, Erzbischof Girolamo Prigione; Mitkonsekratoren waren der Erzbischof von San Salvador Luis Chávez y González sowie Bischof Arturo Rivera y Damas. In San Salvador leitete Bischof Romero eine konservative Zeitung.

### Ernennung zum Erzbischof
Am 15. Oktober 1974 folgte die Ernennung zum Bischof der Diözese Santiago de Maria und am 3. Februar 1977 die zum Erzbischof von San Salvador in der Nachfolge von Luis Chávez y González. Romero galt bei seiner Ernennung als einer der Wunschkandidaten der Konservativen und Oligarchen. Im Klerus hingegen, der seinen Nachfolger Arturo Rivera y Damas vorgezogen hätte, war seine Ernennung umstritten.
Romeros Ernennung ging ein heftiger innenpolitischer Konflikt über eine Agrarreform voraus. Eine vom Parlament einberufene Kommission hatte Reformvorschläge zur sozialeren Güterumverteilung in der oligarchisch organisierten Landwirtschaft erarbeitet. Die Kommission wurde per Dekret durch Mario Molina aufgelöst. Als Folge der Ernennung Romeros gab es mehrere Übergriffe auf Priester. Einige wurden, teils unter Einwirkung von Folter, des Landes verwiesen. Weiter erfolgten Angriffe auf geistliche Druckereien und Häuser. Am 20. Februar 1977 fand eine umstrittene Wahl statt; ausgelöst durch Repressionen an den Wahlurnen, drohte ein Generalstreik.
Die Vorgaben des Zweiten Vatikanischen Konzils, d. h. die auch durch die 2. Generalversammlung des lateinamerikanischen Episkopats in Medellín bestätigten Richtlinien, erzeugten auch ein kirchenpolitisches Spannungsfeld. Denen zufolge versteht sich die „Kirche als ein Volk Gottes und identifiziert sich mit den Leiden und Hoffnungen des Volkes, insbesondere der Unterdrückten. […] Aus diesem Grund ist es der Kirche auch bestimmt, sich als subversive Institution gegen eine Sozialordnung zu wenden, die auf Ungerechtigkeit, Ausbeutung und Unterdrückung gründet.“ Die Bischöfe in El Salvador waren in der Frage, inwiefern sie diese befreiungstheologischen Paradigmen in ihre Hirtenpraxis übernehmen sollten, gespalten in einerseits das Lager um Romero und Rivera und andererseits das Lager um Walter Antonio Álvarez und Bischof Pedro Arnoldo Aparicio.

### Staatliche Repressionen
Am Montag, 28. Februar 1977, schossen Sicherheitskräfte und das Militär auf der Plaza de la Libertad auf einen Zug von Demonstranten gegen die vor Wochenfrist gefälschten Wahlen, zu dem sich bis zu 50.000 Menschen zusammenfanden. Nach offiziellen Berichten starben dabei sechs beziehungsweise acht Menschen; gemäß anderen Schätzungen gab es bis zu dreihundert Todesopfer.
Die Repressalien gegen den Klerus nahmen nicht ab. Als ein Schlüsselerlebnis beschreibt Romero die Erschießung seines Freundes, des Jesuitenpaters Rutilio Grande. In der Folge verweigerte er seine Teilnahme an offiziellen Veranstaltungen. Insbesondere sein Fernbleiben von der Amtseinführung des salvadorianischen Präsidenten und Präsidenten der Militärpartei Carlos Humberto Romero wurde ihm von den Oligarchen übel genommen. Anstelle der Teilnahme an der Amtseinführungsfeier verlas er zur selben Zeit seinen zweiten Hirtenbrief, wo er unter anderem ein „erwachendes Selbstverständnis des Volkes als Glaubens- und Lebensgemeinschaft, die dazu aufgerufen ist, ihre eigene Geschichte in einem Prozess der Erlösung zu akzeptieren, der mit ihrer eigenen Befreiung beginnen soll“ feststellte. Rivera y Damas, damals Bischof von Santiago de María, half, die Schrift zu verbreiten. Dieser Schritt trug wesentlich zu Romeros Akzeptanz unter den Klerikern bei.
Am Tag der Arbeit, der 1977 auf einen Sonntag fiel, wurde eine weitere Demonstration blutig aufgelöst. Am 25. November verabschiedete die Regierung ein „Gesetz zum Schutz und zur Aufrechterhaltung der öffentlichen Ordnung“ und legalisierte so weite Teile ihrer Repressalien. Im Land und auch international wurde das Gesetz scharf verurteilt. Gegen Jahresende wurde Romero aufgrund seiner Arbeiten für die Menschenrechte und gegen Straflosigkeit für Übeltäter für den Friedensnobelpreis vorgeschlagen. Unter den knapp tausend Unterzeichnern waren 118 britische Parlamentarier. Seine Unterstützer erkannten, dass solche Bekundungen seine Position stärken und gegebenenfalls sein Leben schützen würden. Anfang 1978 erhielt er die Ehrendoktorwürde der US-Universität Georgetown.
Unterdessen nahmen die staatlichen Repressionen stetig zu und konzentrierten sich zusehends auf den ländlichen Raum und die Interessenvertretungen von Campesinos. Laut Angaben des Erzbistums gab es bis Ende des Jahres 1978 etwa 1063 politische Häftlinge, 147 Morde der Sicherheitskräfte und 23 „Desaparecidos“. Die OAS bestätigte diese Zahlen. In einer Homilie vom 30. April 1978 prangerte Romero die Versäumnisse und Käuflichkeit des Obersten Gerichtshofs bei der Verfolgung der Straftaten an. Dieser reagierte, indem er den Bischof aufforderte „Ross und Reiter“ zu benennen. Anstelle Namen zu nennen – wofür er rechtlich hätte belangt werden können –, argumentierte er mit der Passivität der Justiz angesichts der staatlichen Gewalt der letzten Jahre und stellte diese in einen moralischen Kontext einer Menschenrechtsposition. Der Gerichtshof antwortete nicht.

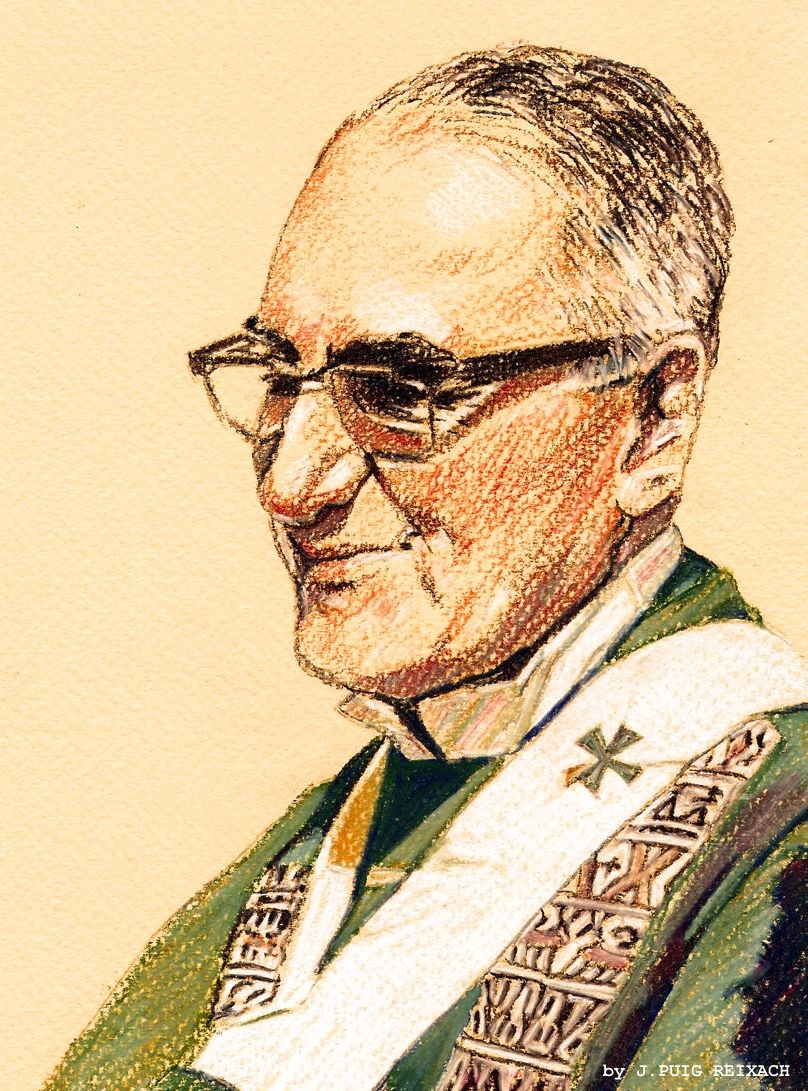
Óscar Romero (Zeichnung)

### Zunehmende Politisierung
Mitte 1978 befasste sich die Kirche mit den Vorbereitungen der an die Konferenz in Medellín anschließenden Konferenz der Bischöfe im mexikanischen Puebla. Die salvadorianische Konferenz wählte Marco René Revelo zu ihrem Delegierten. Allgemein herrschte im Vorfeld unter den sogenannten Befreiungstheologen (zu denen auch Romero gezählt wird) die Befürchtung, die in Medellín erreichten Positionen, dass sich die Kirche nach Leiden und Leben des Volkes zu richten habe, würden erneut zur Disposition gestellt. Aufgrund des Todes Johannes Pauls I., welcher der Konferenz hätte vorstehen sollen, wurde sie vom Oktober auf den Januar 1979 verschoben und von Johannes Paul II. eröffnet. Romero nutzte diese Zeit, um seinen dritten Hirtenbrief gemeinsam mit Rivera zu schreiben. Darin betrachtete er ausführlich die Freiheitskämpfe der Gewerkschaften der Bauern, die Möglichkeiten für das Volk, sich zu einer Befreiungsbewegung zu organisieren, und die Frage, inwiefern der Einsatz von Gewalt gegen die Militärdiktatur gerechtfertigt sein könnte. Andere Bischöfe hatten zuvor die Arbeit der linkspolitisch ausgerichteten Bauernorganisationen missbilligt. Zeitgleich zum Erscheinen des Hirtenbriefs distanzierten sich Romero und Rivera von deren Arbeit. Von den Staatsmedien wurde dieser Vorfall zu einer politischen Kirchenspaltung hochstilisiert. Dem Nuntius, Emanuele Gerada war vor allem daran gelegen, die guten Beziehungen des Heiligen Stuhles zu den Herrschenden nicht zu gefährden. Er befürwortete die Beförderung Romeros vom Bischof von Santiago de María zum Erzbischof von San Salvador. Dass Romero sich entschieden und öffentlich für die Wahrung der Menschenrechte einsetzte, missbilligte er.
Die drei wesentlichen Thesen des Hirtenbriefes waren:
1. Die kirchliche Botschaft ist religiös; aber aus ihrem Mandat ergeben sich „Auftrag, Licht und Kraft, um der menschlichen Gemeinschaft zum Aufbau und zur Festigung nach göttlichem Gesetz behilflich zu sein“.[A 3] Es sei genuiner Auftrag der Kirche, die Gemeinden zu stützen und solche aufzubauen. Weil das Wort Gottes konkrete Postulate enthält, soll es nicht nur gesprochen, sondern auch gelebt werden. Daraus könne insbesondere ein politisches Engagement entstehen.
2. Die Kirche wählt keine politische Organisation gegen eine andere, aber sie gebraucht die ihr gegebenen Mittel, um „die menschliche Gemeinschaft nach göttlichem Recht zu begründen und zu bestärken“.
3. Die Kirche soll Versuche der Organisation zur Befreiung mit einer christlichen Hoffnung auf eine ganzheitliche Befreiung erhellen. „Sie beinhaltet eine wahrhaft spirituelle Dimension; ihr Ziel ist die Erlösung und Glückseligkeit in Gott und fordert eine Bekehrung von Herz und Geist. Sie gibt sich nicht zufrieden mit bloßer Veränderung von Strukturen. Sie schließt Gewalt aus, denn sie hält sie für ‚unchristlich‘, ‚unevangelisch‘, unwirksam und mit der Würde des Volkes nicht vereinbar.“

In Puebla selbst hielt sich Romero bedeckt. Bischof Pedro Arnoldo Aparicio griff seine Berichte zu den Verbrechen des salvadorianischen Staates öffentlich an, worauf Romero nicht reagierte. Dieser und andere Vorfälle führten – bis hin zum Papst – zu mehreren Schlichtungsversuchen, die nach Intervention von Kardinal Sebastiano Baggio auch erfolgreich waren. Die Ergebnisse aus Puebla bewertete Romero entgegen aller vorangehenden Skepsis als positiv, monierte aber die teils entstellende Berichterstattung, welche die Forderung nach einer gerechteren Reichtumsverteilung ausklammerte.
Während Romero im Mai 1979 bei der Seligsprechung Francisco Colls in Rom weilte, verhafteten Regierungstruppen fünf führende Mitglieder des Bloque Popular Revolucionario (Revolutionärer Volksblock – BPR). Als Reaktion darauf besetzte die Organisation Konsulate verschiedener Botschaften sowie auch Romeros Kathedrale. Der gewaltsame Versuch, die Kathedralenbesetzung aufzulösen, bei dem 20 Menschen erschossen wurden, wurde von internationalen Journalisten gefilmt und ging am 8. Mai um die Welt. Bei seiner ersten Predigt nach seiner Rückkehr nach El Salvador, die er wegen der andauernden Besetzung nahe der Plaza de la Libertad abhielt, solidarisierte sich Romero mit den BPR-Forderungen. Die Besetzungen dauerten den ganzen Monat Mai an und weiteten sich aus. Viele Besetzer wurden verhaftet oder ermordet. Insgesamt gab es etwa zweihundert Tote und Verschwundene, vergleichbar viele gab es auch im folgenden Monat. In seinen Predigten in der Kathedrale nannte Romero Sonntag für Sonntag die Namen der Opfer der Vorwoche, mit dem Datum und Ort der Morde und – wenn bekannt – die Namen der Täter.

### Staatsstreich vom 15. Oktober 1979
Eine Junta Revolucionaria de Gobierno junger Offiziere riss am 15. Oktober die Regierungsgewalt an sich. Der Putsch war von langer Hand geplant. Im Vorfeld wurde Romeros Position zu einem Staatsstreich von vielen Seiten aus durchleuchtet, auch von US-Diplomaten. Die Junta berief eine Handvoll ziviler Mitglieder, die Romeros Vertrauen genossen, in Regierungsämter. Das war einer der wesentlichen Gründe, warum er den Wechsel zwar kritisch, jedoch in erster Linie zur Besonnenheit und Geduld mahnend begleitete; eine Haltung, bei der ihm nicht alle Organisationen folgten. Er verlor beträchtlich an Glaubwürdigkeit, als sich herausstellte, dass die Junta die fortbestehende Gewalt der Sicherheitskräfte nicht würde kontrollieren können. Diese Krise gipfelte am 17. Dezember in einer feindlichen Besetzung der Kirchengebäude durch die anlässlich des Massakers vom 28. Februar auf der Plaza de la Libertad gegründete Ligas Populares 28 de Febrero (LP-28). Gleichzeitig rissen rechte Offiziere wieder die Macht des Militärs an sich. Eine Bewegung um Oberst José Guillermo García erwirkte eine Umstrukturierung der Armee, was praktisch einem Gegenputsch noch vor der offiziellen Ernennung des Juntakabinetts gleichkam. Die zivilen Mitglieder versuchten mit einem Ultimatum an den Hohen Gerichtshof, die Machtposition Garcías zu brechen, waren damit aber erfolglos und traten nach einem ebenfalls erfolglosen Vermittlungsversuch Romeros zurück.
Während die Christdemokraten im Folgenden versuchten, qualifizierte Persönlichkeiten zu einer Regierungsbildung zu bewegen, schlossen sich am 11. Januar 1980 die drei größten linken Bewegungen (FAPU, BPR und LP-28) zusammen. Weitere folgten ihnen. Am 22. Januar kam es in der Hauptstadt zu einem Massenaufstand (das Datum sollte der Opfer des Bauernaufstandes 1932 gedenken), der von Scharfschützen niedergeschossen wurde. Romero verließ El Salvador, um am 30. Januar in Rom beim Papst vorzusprechen und anschließend am 2. Februar die Ehrendoktorwürde der Katholieke Universiteit Leuven in Belgien annehmen zu können.

### Letzte Tage
Nach seiner Rückkehr fand Romero die Lage in El Salvador praktisch unverändert vor. Als neues Projekt versuchte er, die von den USA beabsichtigte erneute Gewährung von Militärhilfe zu verhindern. Dazu schrieb er im Einvernehmen mit seiner Gemeinde einen entsprechenden Brief an Präsident Jimmy Carter. Das Staatssekretariat des Heiligen Stuhls zeigte sich über diesen Vorgang sehr beunruhigt. Am 14. März 1980 überreichte der neue US-Botschafter in El Salvador, Robert E. White, Romero eine für ihn positive Antwort von Cyrus Vance, US-Außenminister (Kabinett Carter).
Romeros Predigten wurden schon länger landesweit und darüber hinaus vom Rundfunk übertragen. Als rechtsextreme Gruppen die kirchliche Rundfunkstation zerbombten, trug dies zu einer weiteren Verbreitung durch andere lateinamerikanische Radiostationen bei. Im Februar 1980 erwähnte Romero zum ersten Mal in seinen Predigten Todesdrohungen gegen seine Person, von denen er seit seiner Ernennung ernstzunehmende erhalten hatte. Miguel d’Escoto Brockmann, damals Außenminister Nicaraguas und ebenfalls Priester, bot ihm in seinem Land, in dem gerade selbst die Somoza-Diktatur erfolgreich gestürzt worden war, Asyl an. Romero lehnte mit der Begründung ab, er könne sein Volk nicht alleinlassen, und füge sich dem Risiko des Augenblicks.

### Ermordung

#### Hergang und Täter
Romero wurde am 24. März 1980 nach einer Predigt in der Krankenhauskapelle der Divina Providencia (deutsch: Göttliche Vorsehung) vor dem Altar von einem Scharfschützen erschossen. Der in der von den USA betriebenen Militärakademie School of the Americas ausgebildete Major Roberto D’Aubuisson Arrieta war stellvertretender Geheimdienstchef und Drahtzieher des Mordes an Romero und der Todesschwadronen in El Salvador.
Die Comisión de la Verdad para El Salvador kam bei einer späteren Untersuchung zu folgendem Ergebnis:
1. Der ehemalige Major Roberto D’Aubuisson Arrieta gab den Befehl, den Erzbischof zu ermorden, und er gab Mitgliedern seines Sicherheitsstabs, die als ‚Todesschwadron‘ agierten, präzise Anweisungen, die Durchführung des Mords zu organisieren und zu beaufsichtigen.
2. Die Hauptleute Álvaro Saravia und Eduardo Avila nahmen aktiv an der Planung und Durchführung der Ermordung teil, so auch Fernando Sagrera und Mario Molina.
3. Amado Antonio Garay, Fahrer des ehemaligen Hauptmanns Saravia, wurde beauftragt, den Schützen zur Kapelle zu fahren. Garay war unmittelbarer Zeuge, als der Schütze aus einem viertürigen roten Volkswagen heraus eine einzige Hochgeschwindigkeitskugel Kaliber .22 abgab, um den Erzbischof zu töten.
4. Walter Antonio „Musa“ Alvarez war zusammen mit Saravia an der Bezahlung des „Honorars“ für den Attentäter beteiligt.
5. Das fehlgeschlagene Attentat gegen den Richter Atilio Ramírez Amaya war eine Aktion, die gezielt der Aufklärung der Ereignisse entgegenwirken sollte.
6. Das Oberste Gericht nahm eine aktive Rolle ein, um die Ausweisung Saravias aus den Vereinigten Staaten und dessen anschließende Gefangennahme zu unterbinden, und nahm so eine Haltung der Straflosigkeit für die Planung und Ausführung des Mordes ein.

#### Hintergrund
Die politischen Morde der Todesschwadronen sollten durch die Ausschaltung der geistigen Elite und fähiger Führungspersönlichkeiten des Widerstandes eine mögliche Revolution verhindern (siehe „Schmutziger Krieg“). Da die Anführer des Widerstandes meist aus der Mittelschicht kamen, dessen breite Masse aber Campesinos, also meist landlose Bauern, waren, sollte dessen Spitze gebrochen werden. Diese Taktik wurde unter anderem auch von US-Militärberatern vorgeschlagen und im Bürgerkrieg eingeplant. So wurden u. a. von Hubschraubern aus Zettel über San Salvador abgeworfen mit dem Slogan „Sei ein Patriot – Töte einen Priester“. Óscar Romero sagte dazu in seiner letzten Predigt am 23. März 1980:

„Kein Soldat ist gezwungen, einem Befehl zu folgen, der gegen das Gesetz Gottes verstößt. Einem amoralischen Gesetz ist niemand unterworfen. Es ist an der Zeit, dass ihr euer Gewissen wiederentdeckt und es höher haltet als die Befehle der Sünde. Die Kirche, Verteidigerin der göttlichen Rechte und Gottes Gerechtigkeit, der Würde des Menschen und der Person, kann angesichts dieser großen Gräuel nicht schweigen. Wir fordern die Regierung auf, die Nutzlosigkeit von Reformen anzuerkennen, die aus dem Blut des Volkes entstehen. Im Namen Gottes und im Namen dieses leidenden Volkes, dessen Klagen jeden Tag lauter zum Himmel steigen, ersuche ich euch, bitte ich euch, befehle ich euch im Namen Gottes: Hört auf mit der Repression!“

#### Politische Folgen
Der Mord an Óscar Romero entzündete in El Salvador einen Bürgerkrieg, der während 12 Jahren mehr als 75.000 Menschenleben forderte, davon 70.000 Zivilisten. Bereits bei Romeros Begräbnisfeier, an der etwa eine Million Menschen teilnahmen, gab es ein Massaker mit 40 Todesopfern unter den Trauernden.
Einige Augenzeugen verschwanden spurlos, andere wurden eingeschüchtert oder flohen ins Ausland, wie z. B. der Untersuchungsrichter des Mordfalles, welcher nach einem Mordversuch schließlich nach Nicaragua floh.

#### Aufarbeitung
Anfang der 1990er Jahre widmeten sich die Comisión de la Verdad para El Salvador und der Interamerikanische Kommission für Menschenrechte (Organ der OAS) in eigenständigen Untersuchungen dem Hergang und den Hintergründen der Ermordung Oscar Romeros. Sie kamen dabei zu einem ähnlichen Ergebnis. Fünf Tage nach der Veröffentlichung des Reports erließ am 20. März 1993 das Parlament in El Salvador eine international stark umstrittene Generalamnestie für alle Verbrechen im Zusammenhang mit dem Bürgerkrieg, die vor 1992 begangen wurden.
Am 23. September 2004 wurde Álvaro Saravia, Leiter des Sicherheitsstabs von D’Aubuisson und Kommandeur der Todesschwadronen, in einem Zivilprozess in Kalifornien in Abwesenheit als einer der Drahtzieher des Mordes an Romero von Richter Oliver Wanger schuldig gesprochen. Es war international das erste Mal, dass im Fall Romero irgendjemand verurteilt wurde.

#### Haftbefehl gegen Mordverdächtigen
Am 26. Oktober 2018 wurde Haftbefehl gegen den flüchtigen Mordverdächtigen Álvaro Rafael Saravia, der bereits 1987 in Miami verhaftet und an El Salvador ausgeliefert worden war, erlassen. Im Vorjahr war das Amnestiegesetz von 1993 aufgehoben und ein Wiederaufnahmeverfahren im Mordfall Romero angeordnet worden.

## Seligsprechung und Heiligsprechung
Am 24. März 1994 begann der Seligsprechungsprozess nach römisch-katholischem Kirchenrecht für Óscar Romero. 1996 wurde die diözesane Stufe des Verfahrens abgeschlossen, das Erzbistum San Salvador übergab die Akten der Kongregation für die Selig- und Heiligsprechungsprozesse. Am 23. Mai 2015 sprach Papst Franziskus Óscar Romero in San Salvador selig.
Nur drei Jahre später, am 14. Oktober 2018, folgte in Rom die Heiligsprechung, ebenfalls durch Papst Franziskus.

## Gedenken und Ehrungen

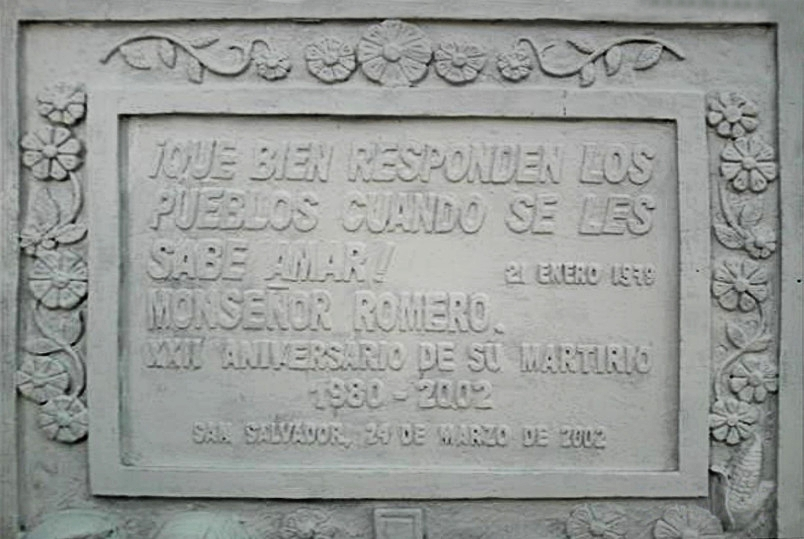
Wie wohlgesinnt einem die Völker sind, wenn man sie zu lieben weiß. – Zum 22. Jahrestag seines Martyriums an der Placa del Monumento a Monseñor Romero in San Salvador

### Religiöse Ehrungen
Die Episcopal Church in the USA nahm ihn für den Zeitraum 2006–2009 probeweise in ihren Kalender der Heiligen auf. Auch im liturgischen Kalender des Katholischen Bistums der Alt-Katholiken in Deutschland ist er seit Anfang der 1990er Jahre für den 24. März als Märtyrer geführt. Die Evangelisch-Lutherische Kirche in Amerika führt ihn noch immer (2013) für den 24. März in ihrem Kalender.
Im Februar 2008 gab der Vatikan bekannt, dass im Verfahren zur Seligsprechung Romeros Zweifel an den Motiven seiner Ermordung aufgekommen seien, so dass das Verfahren länger dauern werde als geplant. Kurienkardinal José Saraiva Martins, Präfekt der Kongregation für die Selig- und Heiligsprechungsprozesse, erklärte, dass als Motiv der Ermordung der „Hass gegen den Glauben“ (odium fidei) ausschlaggebend sein müsse und nicht allein politische oder soziale Gründe. Für eine Erhebung in den Märtyrerstand müsse jeder Aspekt der Umstände des Martyriums geklärt werden. Im August 2014 erklärte Papst Franziskus eine durch ihn vorgenommene „Deblockierung“ des Prozesses der Heiligsprechung. Am 9. Januar 2015 erkannte der Theologenrat der vatikanischen Heiligsprechungskongregation das Martyrium an. Papst Franziskus bestätigte dies am 3. Februar 2015. Die Seligsprechung fand am 23. Mai 2015 in San Salvador statt.  Am 14. Oktober 2018 wurde Óscar Romero von Papst Franziskus heiliggesprochen.
An der West-Fassade der Westminster Abbey wurde unter den „Märtyrern des 20. Jahrhunderts“ eine Statue von Romero aufgestellt. In der Basilika San Bartolomeo all’Isola, dem Gedenkort der Märtyrer des 20. Jahrhunderts, der von der Gemeinschaft Sant’Egidio gepflegt wird, befindet sich das Messbuch von Romero. Bereits 1980 wurde Romero der Friedenspreis des Ökumenischen Aktionsbündnisses der Schweiz zugesprochen.

### Zivile Ehrungen
Seit 1970 ist er Ciudadano Ilustre (Ehrenbürger) der Gemeinde Ciudad Barrios (1970) und seit 2000 Hijo Meritísimo (Hochgeschätzter Sohn) des Parlaments von El Salvador.
Der internationale Flughafen von San Salvador wurde 2014 nach Óscar Romero benannt. 2015 wurde ein Asteroid nach ihm benannt: (13703) Romero.

### Akademische Ehrungen
Ehrendoktorwürde der
- Universität Georgetown, USA (1978).
- Université catholique de Louvain, Belgien (1980, vor seinem Tod).
- Universidad de El Salvador, El Salvador (1980, nach seinem Tod).
- Universidad Centroamericana „José Simeón Cañas“ (UCA), El Salvador.

## Nachwirkung

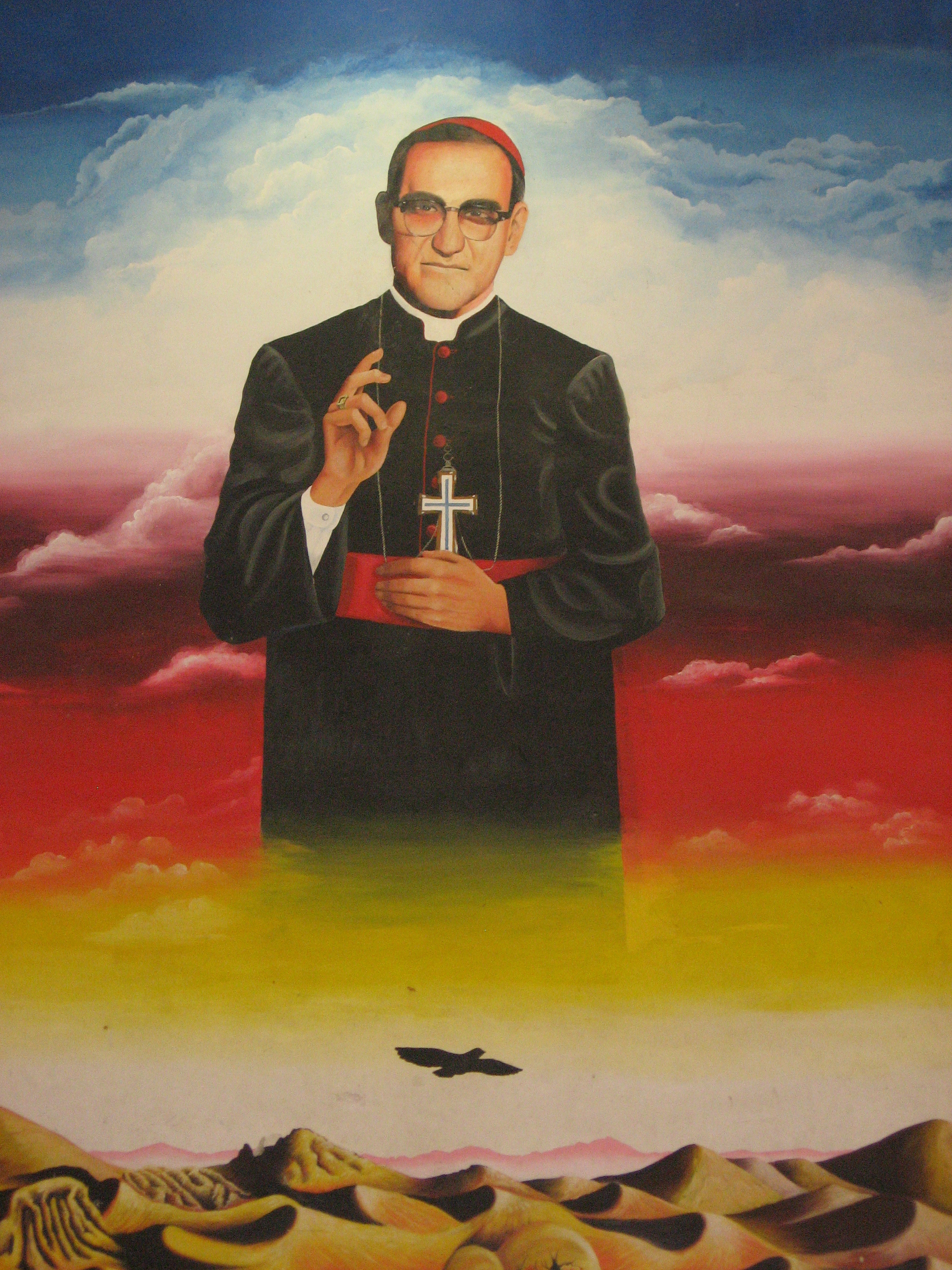
Wandgemälde mit einer Darstellung Óscar Romeros an der Universität von El Salvador im historischen Gebäude der Fakultät für Recht und Sozialwissenschaften

Von den 1980er Jahren bis heute haben sich etliche Einrichtungen und Initiativen nach Oscar Romero benannt.

### Oscar-Romero-Häuser
Die Einrichtungen, die sich seit 1980 den Namen „Oscar-Romero-Haus“ gegeben oder sich als solche neu gegründet haben, realisieren ihr Engagement in unterschiedlicher Weise.

Das Oscar-Romero-Haus (Bonn) ist ein von Martin Huthmann gegründetes selbstverwaltetes Wohnheim für Studierende und Auszubildende, das auch verschiedene Initiativen beherbergt. 
Das Pfarrzentrum Oscar Romero in Gersthofen wurde 1998 erbaut und gründete 2002 einen Förderverein, der Kontakt mit den Menschen in El Salvador hält und Spendengelder verteilt. Das Bischof-Oscar-Romero-Haus in Hannover war eine Jugendbildungsstätte des Bistums Hildesheim; es wurde 2004 geschlossen.
Das RomeroHaus Luzern wurde 1986 von der Bethlehem Mission Immensee gegründet. Als Tagungshaus macht es sich stark für eine solidarische Verbindung zwischen Kontinenten und Kulturen, zwischen Religionen und Kirchen, zwischen Politik und Wirtschaft, zwischen Frau und Mann. Das Hotel RomeroHaus hat 13 Gästezimmer mit insgesamt 34 Betten.
Das Oscar-Romero-Haus in Oldenburg ist als Wohnheim an die Katholische Hochschulgemeinde in Oldenburg angebunden und wurde in 2003/2004 neu gebaut.
Das Oscar-Romero-Haus für alleinstehende männliche Wohnungslose, Viersen wendet sich an Personen mit besonderen sozialen Schwierigkeiten. Es ist in Trägerschaft eines Vereins, der mit dem Caritasverband des Bistums Aachen zusammenarbeitet.
Das 1996 errichtete Oscar Romero Haus in Walsum ist das Gemeindezentrum der kath. Pfarrei St. Dionysius in Duisburg-Walsum.
Es kann davon ausgegangen werden, dass es neben Deutschland und der Schweiz in weiteren Ländern (vgl. z. B. das Romero-Haus in Toronto) und vor allem in Lateinamerika noch mehr Oscar-Romero-Häuser gibt.

### Initiativen
Die 1981 gegründete Christliche Initiative Romero (CIR) ist ein eingetragener, gemeinnütziger Verein mit Sitz in Münster und weiteren Büros jeweils in Berlin und Nürnberg. Das Spendenaufkommen beträgt durchschnittlich 500 000 Euro im Jahr.
Schwerpunkte der Arbeit sind die Unterstützung von circa 90 Basisbewegungen und Organisationen überwiegend in Nicaragua, El Salvador, Guatemala und Honduras sowie die Kampagnen- und Bildungsarbeit in Deutschland. Es geht um die Achtung der Menschenrechte, die Stärkung der Zivilgesellschaft, die Selbstbestimmung von Frauen, die Rechte der indigenen Bevölkerung, menschenwürdige Arbeitsbedingungen und nachhaltige Landwirtschaft. Beispiele für die von der CIR mitgetragenen und zum Teil initiierten Kampagnen sind die Kampagne für Saubere Kleidung (CCC), die Corporate Accountability – Netzwerk für Unternehmensverantwortung, die Kampagne „FrauenStimmen gegen Gewalt“ und die Initiative ProNATs (Pro los Niños y Adolecentes Trabajadores – Für die arbeitenden Kinder und Jugendlichen).
Die Katholische Männerbewegung Österreichs (KMBÖ) verleiht seit 1980 einen mit 10.000 € dotierten „Romero-Preis“. Daneben gibt es in Deutschland den „Oscar-Romero-Preis“, der seit 2003 vom Förderverein des Bonner Oscar-Romero-Hauses verliehen wird und mit 1000 € dotiert ist. Durch die Vergabe dieser Preise wird das gesellschaftspolitische und soziale Engagement des jeweiligen Preisträgers anerkannt und gestärkt.
Im März 2010 gab es anlässlich des 30. Jahrestages der Ermordung Oscar Romeros in zahlreichen Städten Deutschlands, Österreichs und der Schweiz (u. a. Bayreuth, Berlin, Bonn, Frankfurt am Main, Hamburg, Innsbruck, Koblenz, Königswinter, Luzern, Papenburg, St. Pölten) Veranstaltungen zur Aktualität Romeros, zur Theologie der Befreiung und zur politischen Lage in Lateinamerika.

## Filme
- Oscar Romero – Tod eines Erzbischofs. Dokumentarfilm von Rena und Thomas Güfer, 2003.[48]
- Der deutsch-französische Spielfilm S.A.S. Malko – Im Auftrag des Pentagon von Raoul Coutard beginnt mit der Ermordung Romeros. In der deutschen Fassung spielt der Film in dem fiktiven Land Santo Domingo.
- In dem Film Salvador von Oliver Stone schilderte der Regisseur das vom Bürgerkrieg zerrüttete El Salvador. Der Film beruht in weiten Teilen auf wahren Begebenheiten und behandelt unter anderem die Vorgänge um die Ermordung Romeros. Stone attackierte damit vehement die Mittelamerika-Politik der USA. Mangels US-amerikanischer Finanzierung wurde der Film mit englischem Kapital finanziert.
- 1986: Aufzeichnung und Sendung des Theaterstücks Oscar Romero der Berliner Compagnie durch den WDR. Es wurde im deutschsprachigen Raum über 300 Mal in Theatern und Kirchen aufgeführt.
- Der Film Romero von John Duigan mit Raúl Juliá in der Hauptrolle setzte dem Bischof 1989 ein künstlerisches Denkmal.
- El Salvador – Der Erzbischof ist subversiv. Ein historischer Dokumentarfilm der Schweizer Journalisten Otto C. Honegger und Oswald Iten. Sie begleiteten 1979 Erzbischof Romero und schildern seinen Einsatz für Frieden und Gerechtigkeit. Fünf Monate nach Ausstrahlung des Films wurde Romero ermordet.

## Werke
- Nicht schweigen. Vom Handlanger der Macht zum Anwalt der Armen. Texte in deutscher Erstausgabe. Hrsg. von Jesús Delgado. Camino, Stuttgart 2015, ISBN 978-3-460-50000-6.

## Hörbuch
- Oscar Romero – „Aber es gibt eine Stimme, die Stärke ist und Atem…“ Ein Hörbuch von Peter Bürger, Onomato-Verlag 2018, Gesamtspielzeit 78 Min., ISBN 978-3-944891-67-5.